# Angling Lake/Wapekeka Airport
Angling Lake/Wapekeka Airport är en flygplats i Kanada.   Den ligger i provinsen Ontario, i den östra delen av landet, 1 400 km nordväst om huvudstaden Ottawa. Angling Lake/Wapekeka Airport ligger 213 meter över havet. Den ligger vid sjöarna  Angling Lake och Weir Lake.
Terrängen runt Angling Lake/Wapekeka Airport är mycket platt. Trakten runt Angling Lake/Wapekeka Airport är nära nog obefolkad, med mindre än två invånare per kvadratkilometer..